# Ghyaru
Ghyaru (Nepali घ्यारु oder Dhyaru) ist ein Dorf und ein Village Development Committee im Distrikt Manang in Nordzentral-Nepal.
Ghyaru liegt im oberen Manang-Tal zwischen Manang und Pisang an der Trekkingroute Annapurna Circuit. Die Ortschaft liegt oberhalb des nördlichen Flussufers des Marsyangdi auf einer Höhe von 3700 m.

## Einwohner
Bei der Volkszählung 2011 hatte Ghyaru 71 Einwohner (davon 32 männlich) in 33 Haushalten.